# Saint-Laurent-la-Vernède
Saint-Laurent-la-Vernède település Franciaországban, Gard megyében. Lakosainak száma 707 fő (2022. január 1.). Saint-Laurent-la-Vernède La Bastide-d’Engras, Cavillargues, Fontarèches, Saint-Marcel-de-Careiret, Saint-Quentin-la-Poterie és Verfeuil községekkel határos.

## Népesség
A település népessége az elmúlt években az alábbi módon változott:
| Lakosok száma | 238  | 380  | 535  | 683  | 758  | 709  | 681  | 658  | 672  | 707  |
|               | 1968 | 1982 | 1990 | 2006 | 2013 | 2015 | 2017 | 2019 | 2020 | 2022 |